# Das ausschweifende Leben des Marquis de Sade
Das ausschweifende Leben des Marquis de Sade ist ein amerikanisch-deutsches Filmdrama aus dem Jahre 1969 mit Keir Dullea in der Titelrolle sowie Senta Berger, Lilli Palmer und Sonja Ziemann als seine Partnerinnen.

## Handlung
Der aus einer Irrenanstalt entflohene, gealterte Marquis de Sade kehrt auf das familieneigene Schloss zurück und gerät, gleich einer halluzinatorischen Vorstellung, in die Inszenierung seines eigenen Lebens. Als Zeremonienmeister wirkt Louis‘ eigener Onkel, der ebenso wüste wie wollüstige Abbé de Sade. Sein gelebtes Leben rollt sich vor Louis auf. Wie ein Zuschauer im Parkett erhält der Marquis Einblicke in seine Kindheit, sieht, wie seine Eltern und die Montreuils einen Handel miteinander abschließen. Er selbst, so muss de Sade erkennen, ist Mittelpunkt dieses unseligen Paktes, und es geht um nicht mehr und nicht weniger als seine arrangierte Ehe mit der hässlicheren der beiden Montreuil-Töchter, Renée, nicht etwa um Anne, wie de Sade glaubte. Dann sieht er Anne, die den unheimlichen Deal beobachtet hat, entsetzt durch die Schlossgänge fortlaufen.
Fortan widersetzt sich der junge Marquis de Sade allen Konventionen. Er fügt sich zwar dem elterlichen Wunsch und heiratet der Form halber Renée, die sich im Bett schon in der Hochzeitsnacht ausgesprochen spröde zeigt, jagt aber fortan durch die Betten anderer schöner Frauen und gibt sich ausgiebigen Orgien mit Wein, Weib und Gesang hin. Dabei zeigt de Sade rasch eine sadistische Ader; er kann nur dann Freude mit den Freudenmädchen empfinden, wenn es auch mal Schläge setzen darf, egal ob es seinen bezahlten Huren gefällt oder nicht. Für diese Neigung wird er eines Tages zum ersten Mal von Gendarmen direkt aus dem Lotterbett verhaftet und in ein Verlies geworfen. Um den Lüstling von ihrer Tochter Anne fernzuhalten, entschließt sich deren Mutter, die holde Unschuld fern vom Marquis in ein Kloster zu schicken. De Sade bleibt auch als Ehemann seinem Ruf treu und vergnügt sich weiterhin mit Frauen jeden Standes und jeden Alters: mit dem jungen Gesangstalent Colette ebenso wie mit der schon etwas reiferen Mademoiselle La Beauvoisin.
Zurück in der Bühnenfassung seines Lebens, nimmt de Sade die Züchtigungen durch seinen Onkel, den Abbé, aufs Korn und verspottet ihn in seiner Theateraufführung. Dabei zeigt er auch, dass dessen Schläge mit der Reitgerte den zarten Jungen von einst ebenso geschmerzt wie nachhaltig geprägt haben und das Verhältnis zu dem Onkel, den de Sade zugleich als alten Lüstling verspottet, nachhaltig belasten. Und dennoch haben diese Züchtigungen, so schmerzhaft und  traumatisch sie in der Kindheit auch gewesen sein müssen, de Sades geheimen Wunsch nach mehr Schmerz und der damit verbundenen Lust geweckt. Während das Publikum vor Begeisterung johlt, sitzt der Abbé wie versteinert in seiner Loge als ihm der Spiegel seines eigenen Handelns von einst vorgehalten wird. Dann führt der Abbé den Marquis in eine Gruft, wo Louis den eigenen Vater aufgebahrt in einem Sarg sieht. Mit der Vergangenheit konfrontiert, liegt dort, wo eben noch sein Vater im Sarg ruhte, sein Baby aus der ungewollten Verbindung mit Renée. Bei der Taufe des Kindes ist auch Anne anwesend. Als sie fortläuft, eilt Louis ihr nach und will sie stellen. Doch hinter dem Schleier erscheint plötzlich Rose, eine Dirne, an der er seine sadistischen Neigungen ausleben kann: Erst fesselt Louis sie, dann versohlt er ihr nacktes Hinterteil mit seinem Degen. Für diese unfreiwillig gewährte „Gunst“ muss anschließend de Sades Schwiegermutter tief in die Tasche greifen, um Roses Schweigen über Louis‘ perversen Neigungen zu erkaufen. Daraufhin liest Madame de Montreuil ihm ordentlich die Leviten und zieht ab sofort die Daumenschrauben an.
Auch De Sades folgende Begegnung mit Anne ist nur eine Illusion und von sehr kurzer Dauer. Sie verschwindet ebenso enigmatisch wie sie plötzlich im Zuschauersaal seiner eigenen Lebensinszenierung auftauchte. Bald werden de Sades wahnhafte Inszenierungen immer drastischer und brutaler, der massive Hiebe austeilende Louis wird selbst zum Geschlagenen. Glaubt er sich bald für seine begangenen Untaten im Kerker, fest den Blick auf Abbé de Sade in der Theaterloge gerichtet, so erwacht er wie aus einem Alptraum während einer Kutschfahrt neben seiner geliebten Anne. Endlich kommt es zu einer stürmischen Liebesnacht der beiden, die jedoch durch eine weitere Verhaftung de Sades jäh unterbrochen wird. Während eines Blicks in den Spiegel seiner Gefängniszelle hört Louis einen Dialog zwischen Anne und ihrer Mutter, die versucht, ihrer jüngeren Tochter den Marquis auszureden. In einer anderen Spiegel-Szene muss der Gefangene mit ansehen, wie Onkel Abbé selbst von Anne die Finger nicht lassen kann. Daraufhin zerschlägt Louis den kleinen Spiegel. Als ihn Madame de Montreuil im Kerker besucht, macht diese ihm bittere Vorwürfe angesichts seines zügellosen Treibens und wirft ihm vor, für den Tod Annes verantwortlich zu sein. Marquis de Sade bittet sie daraufhin um Vergebung. Sie verabschiedet sich von ihm mit den Worten, dass er hier, hinter den Gefängnismauern, sterben werde. Sie soll recht behalten.
In der finalen Theaterinszenierung seines Lebens durchläuft de Sade nun seine eigene Gerichtsverhandlung, in der er zahlreicher Abscheulichkeiten beschuldigt wird. Er sei bösartig, heißt es, degeneriert und moralisch verfault. Zeuginnen für seinen Sittenverfall werden aufgeboten, eine nach der anderen sagt aus. Schließlich tritt sogar Anne auf der Empore hervor und deklamiert: „Er ist mein Mörder!“. In einer letzten, alles überbietenden Orgie der Wollust und Zerstörung wütet de Sade, bis er in seiner Gefängniszelle erwacht. Er ist sehr alt geworden und liegt auf dem Sterbebett. Neben ihm sitzt die letzte Frau, die geblieben ist: eine Nonne, die ihn pflegt und sich um sein Seelenheil sorgt.

## Produktion
Das ausschweifende Leben des Marquis de Sade wurde vom 21. Oktober 1968 bis zum 16. Januar 1969 in Deutschland gedreht. Die wenigen Außenaufnahmen entstanden nahe der Veste Coburg, die Atelierszenen in Artur Brauners CCC-Filmstudios in Berlin. Die Uraufführung war am 27. August 1969 in Hollywood, die deutsche Erstaufführung am 28. August 1970.
Die deutsche Herstellungsleitung hatte Peter Hahne, die Filmbauten entwarf Hans-Jürgen Kiebach. Keir Dullea erhielt die Hauptrolle aufgrund des großen Erfolges, den er unmittelbar zuvor mit Stanley Kubricks Science-Fiction-Filmklassiker 2001: Odyssee im Weltraum gehabt hatte.
Für Sonja Ziemann und Susanne von Almassy war dies ihr letzter Kinofilm. Mehrere Jungaktricen absolvieren in diesem Streifen bei de Sades Jagd durch die Betten sowie in den Orgienszenen kurze Nacktauftritte, darunter Christiane Krüger, Barbara Stanek und Uta Levka.
Das Gros der Orgienszenen ist mit einem Rotfilter aufgenommen worden.

## Kritiken
Vincent Canby urteilte 1969 in der New York Times: „DE SADE," which the producer's press agent once described as "a film biography of the great 18th century writer and sadist," is not quite as silly as it looks and sounds, but it comes very close. It successfully reduces one of the most fascinating figures of world literature to the role of not-so-straight man in a series of naughty tableaux vivants. (…) Orgies occur at regular intervals throughout the film, like toe-tap numbers in a Busby Berkeley musical, but the only shocking thing about them is the pink color in which they're photographed. According to Cy Endfield, who directed the film, and Richard Matheson, who wrote it, the extent of Sade's inhuman, perverted, unnatural, lecherous, depraved behavior was a fondness for bare bosoms and round bottoms. No movie about the old marquis can be completely bereft of interest, however, and "De Sade" does have its moments, some less foolish than others.“

„Eine aufwendig ausgestattete Koproduktion, die den Marquis als Produkt des bösen Einflusses seines Onkels, eines Geistlichen, sowie hochadeliger Intrigen und polizeilicher Willkür begreift, wobei sich Szenen aus Wahn und Wirklichkeit, Gegenwärtigem und Vergangenem, realem Leben und Bühnenspiel überlagern. De Sades kulturhistorische Bedeutung tritt freilich deutlich hinter den erotischen Begebenheiten zurück; eindrucksvoll gespielt in der Titelrolle.“

„Ausstattungsfilm, dessen Hauptgewicht auf einer faden Nuditäten- und Perversitätenschau liegt – Wir raten ab.“

Leonard Maltin schrieb: „Falls Sie etwas Schlüpfriges erwartet haben, vergessen Sie‘s. Ziemlich lauwarmes Zeug.“
Halliwell‘s Film Guide befand: „Mäßig interessanter Versuch der AIP in Sachen europäischer Ausschweifungen, mit einem guten Theater-Handlungsrahmen für die Phantasien, aber mit allzu sehr Hektik verbreitenden Beteiligten, besonders bei den in Zeitlupe gehaltenen Orgienszenen, die ebenso unbarmherzig langweilig sind wie der gesamte Film.“
Eine gute Meinung von dem Streifen hat dagegen der Evangelische Film-Beobachter: „Ein mehr psychologisch angelegter Film mit großer Starbesetzung, guten schauspielerischen Leistungen, einer lobenswerten Regie und Kamera. Kein Film für Voyeure, sondern für ein reifes Publikum, das sich an problematischen Stoffen freuen kann und bereit ist, bei den kulturhistorischen und zeitkritischen Aussagen des Films, die heute wieder aktuell sind, mitzudenken.“